# Ньянрусанге (комуна)
Ньянрусанге — одна з комун провінції Гітега, у центральному Бурунді. Центр — однойменне містечко Ньянрусанге.